# پریسا فخری
پریسا فخری
image:[https://m.imdb.com/name/nm1268375]
[ پریسا فخری در IMDBhttps://m.imdb.com/name/nm1268375/g]
پریسا فخری دوبلر و هنرپیشه ایرانی-آمریکاییکه برای کمپانی فونیمیشن در تگزاس کار می‌کند.[تاریخ تولد: ۲۰ سپتامبر ۱۹۷۵ (سن ۴۹ سال)، دالاس، تگزاس، آمریکا
ملیت: آمریکایی، ایرانی
قد: ۱٫۶۸ متر]

## فیلم‌شناسی

### نقش تلویزیونی
1. دکتر هاوس
2. قلعه (مجموعه تلویزیونی)
3. Make It or Break It
4. (SEAL Team (tv series
5. SEAL Team (tv series

### گویندگی
1. دراگون بال Z
2. دراگون بال GT
3. فروتس بسکت
4. کارآگاه کونان
5. کیمیاگر تمام‌فلزی
6. Kiddy Grade